# 크나츠피르드뉘피엘라이이드 비킹귀르

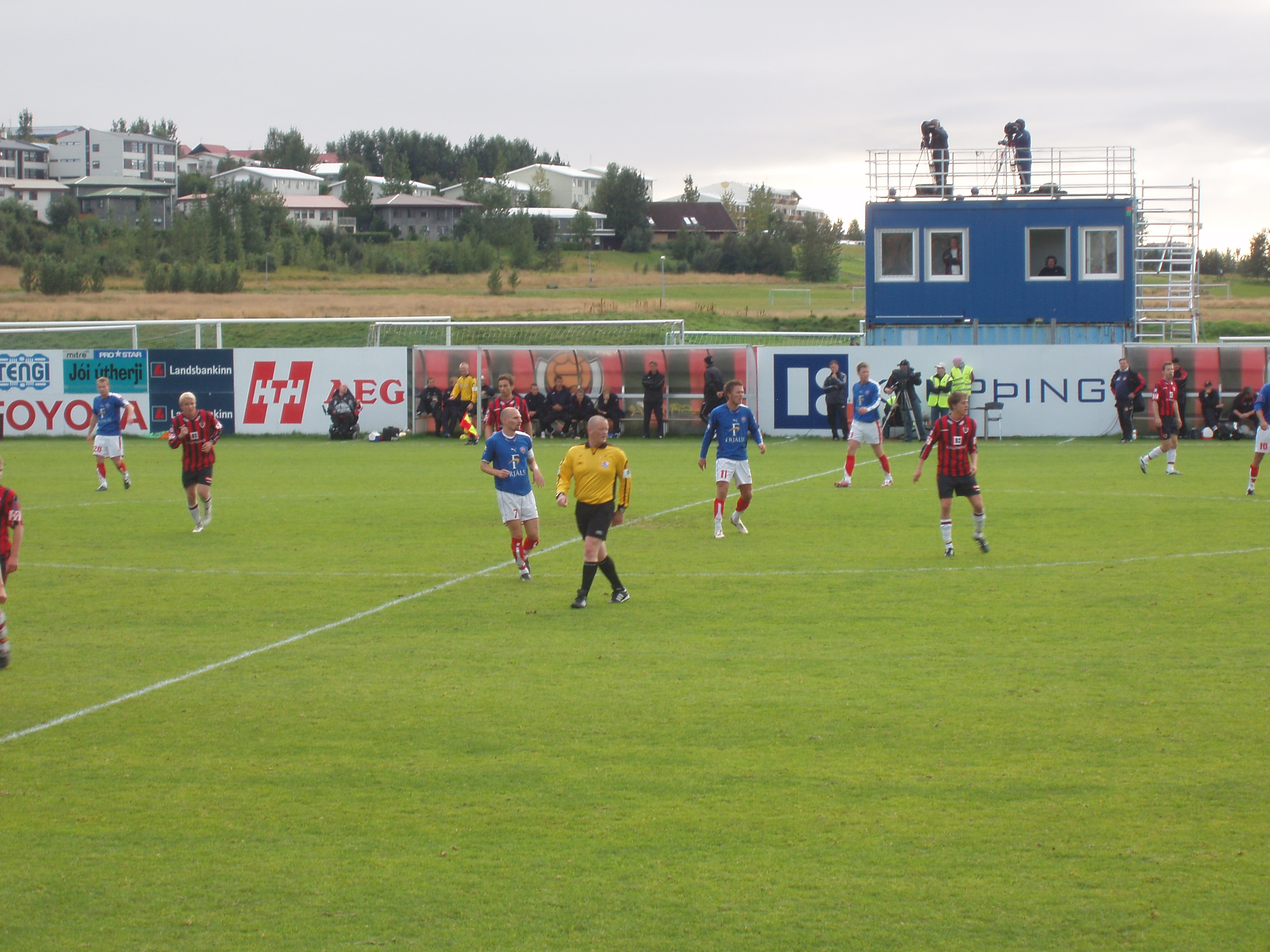

크나츠피르드뉘피엘라이이드 비킹귀르(Knattspyrnufélagið Víkingur)는 아이슬란드 레이캬비크를 연고로 하는 축구 클럽이다. 줄여서 비킹귀르 또는 올라프스비크의 비킹귀르팀과 구분하기 위해 비킹귀르 레이캬비크라고도 부른다. 이 팀은 1908년 4월 21일에 창단되었으며, 현재 우르발스데일드에 참가하고 있다. 축구 외에 핸드볼, 테니스, 탁구, 가라데, 스키 팀도 운영하고 있다.

## 선수 명단

### 현역
- 파블로 푸니에드(2020 ~ )
- 다니옐 쥬리치(2022 ~ )
- 올리버 에크로트(2022 ~ )